# Dragvägen

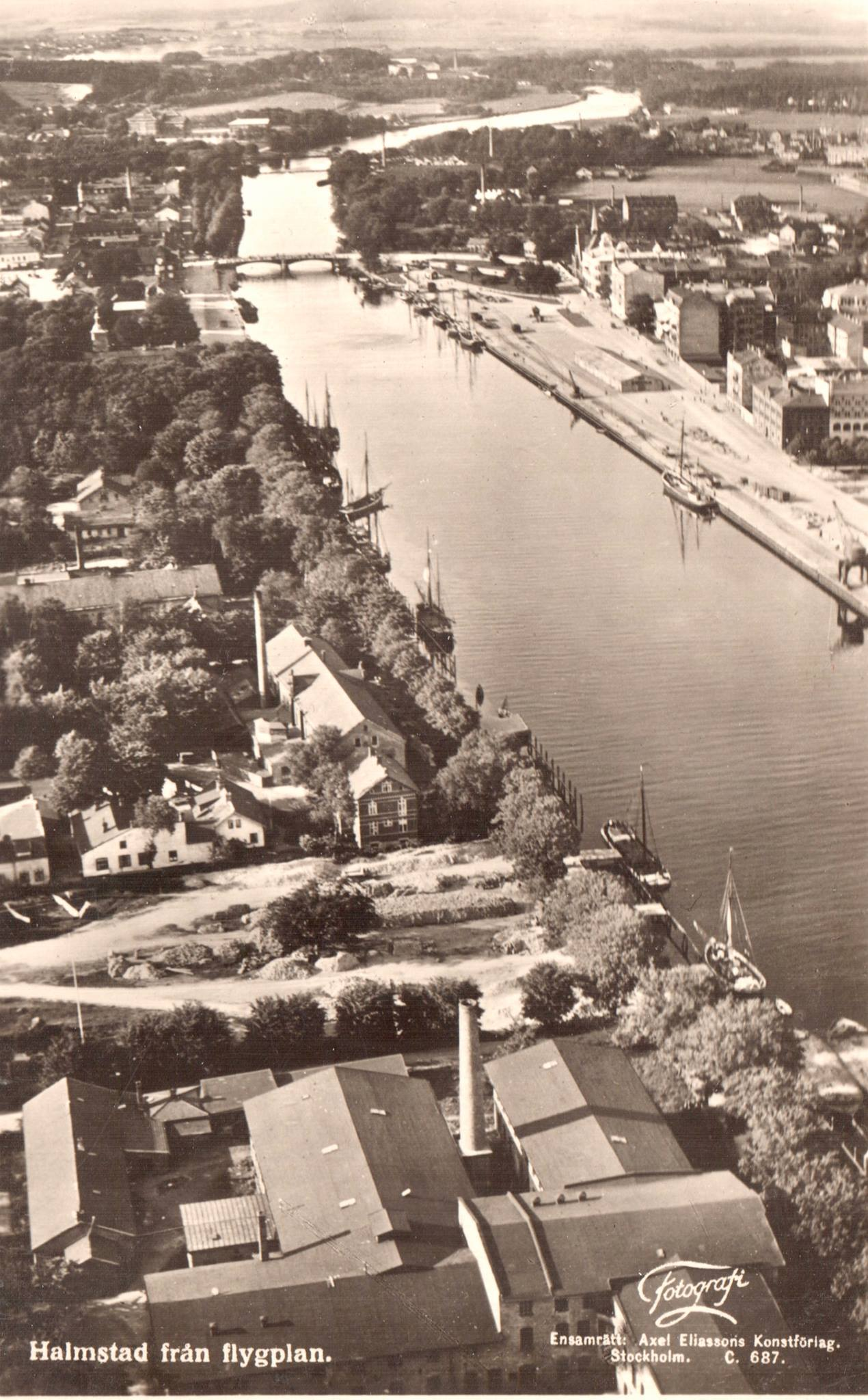
Dragvägen från luften, första delen av 1900-talet

Dragvägen är ett stråk utefter Nissan i Halmstad, som går längs västra sidan av ån från Halmstads slott mot åmynningen. Den anlades som en dragväg under segelfartens tid
för att dra fartyg mellan åmynningen - som då låg längre uppströms - och Halmstads hamn, som då låg vid stadens centrum från Österbro och söderut.
Halmstads hamn började moderniseras 1837 under början av ångbåtsepoken. På 1840-talet byggdes kajerna söder om Österbro med skoning av söndrumsgranit, utefter Dragvägen. Stenpollare sattes upp med jämna mellanrum utefter kajkanten.
Dragvägen anlades 1851-1852 på Slottsjorden, som var av Kronan ägd mark fram till 1927. Den var inte tillfartsväg söderut från Halmstad, utan sådan var den ungefär samtidigt anlagda parallella Södra vägen ungefär 100 meter till väster om Dragvägen.
Strimman mellan Dragvägen och Södra Vägen var det första område på Slottsjorden som exploaterades för bebyggelse.
Den första statliga byggnaden vid Dragvägen var Kronobryggeriet 1778. Vid mitten av 1800-talet uppförde staten 1858 Länsfängelset i Halmstad på en tomt mot Södra vägen och det nyupprättade Hallands läns landsting 1866 Gamla lasarettet mellan Södra Vägen och Dragvägen. Det tillkom även industrier något längre söderut, som Wallbergs Fabriks AB, söder om nuvarande Seglaregatan. 
Dragvägen utgör den första biten av den 18 kilometer långa vandringsleden Prins Bertils stig, som går från Halmstads slott till Tylösand och Möllegård.

## Byggnader utefter Dragvägen i urval
- Halmstads slott
- Halmstads tingsrätt
- Gamla lasarettet
- Kronobränneriet
- Villa Riverside
- Wallbergs Fabriks AB, numera ersatt av flerbostadshus i Bostadsrättsföreningen Lanternan
- Marinstugan

## Bildgalleri

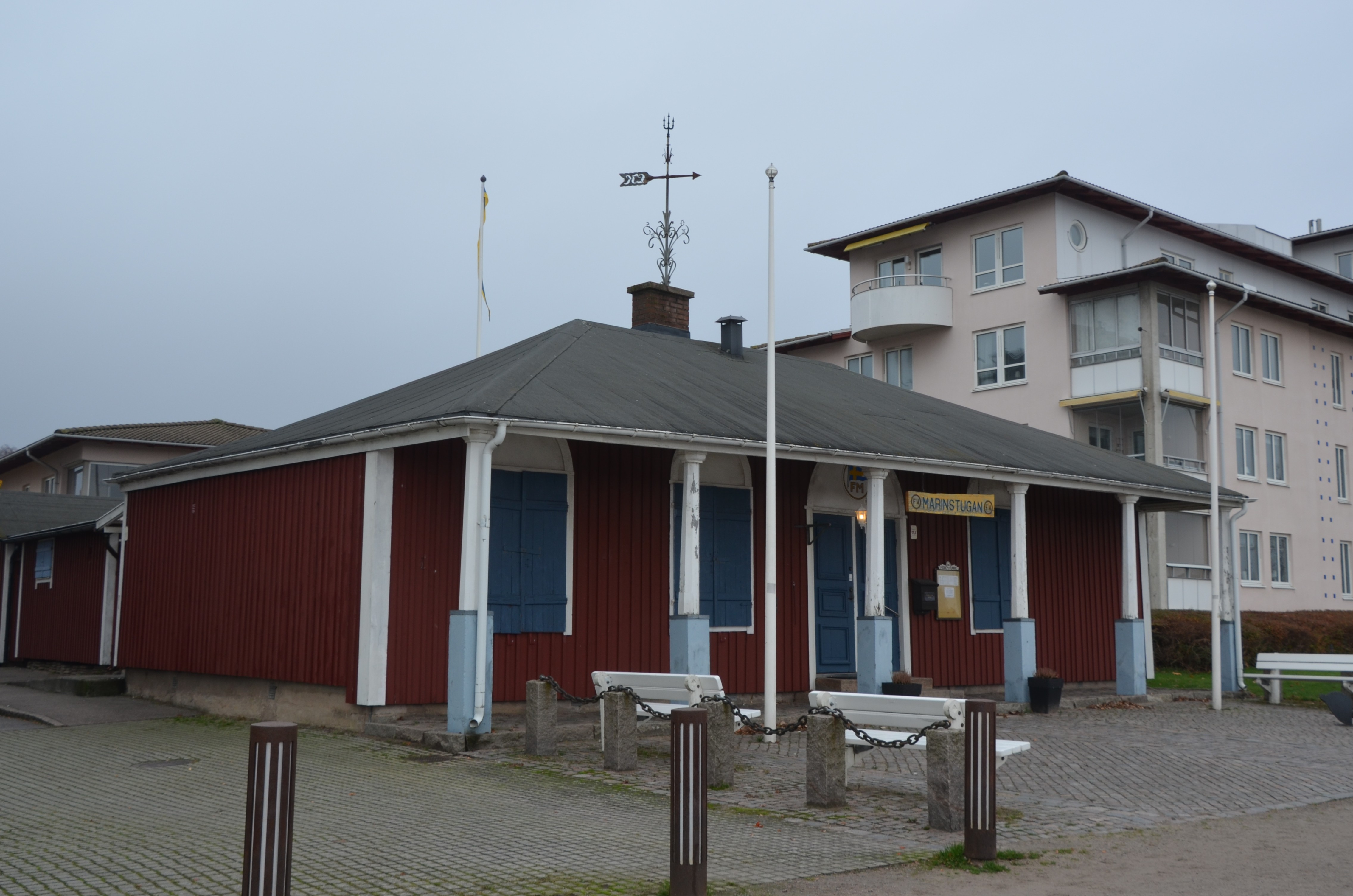
Marinstugan uppfördes 1853 som ångbåtskontor på platsen framför Halmstads slott. Den flyttades 1861 till Dragvägen vid Klyvaregatan
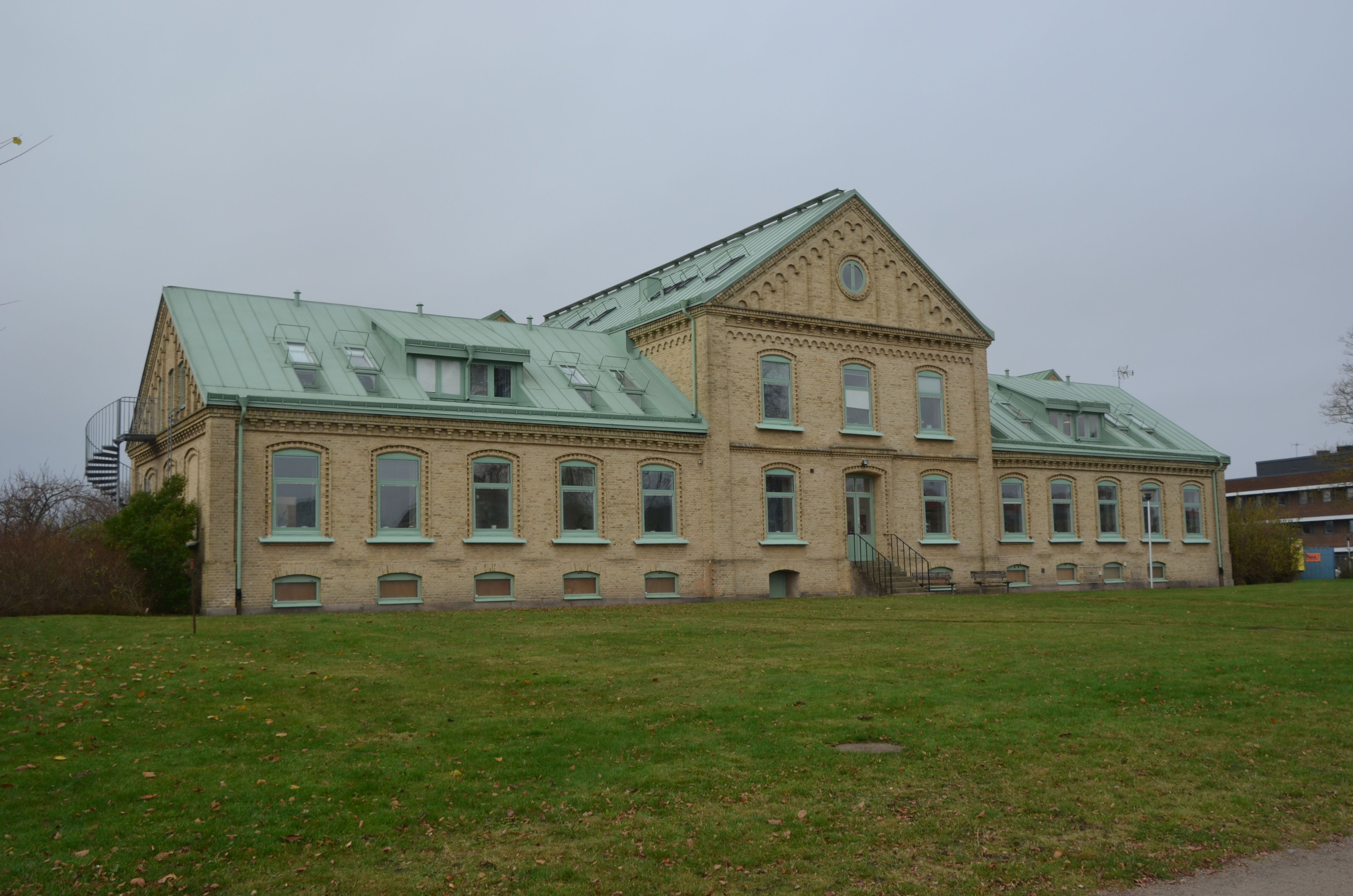
Gamla lasarettet
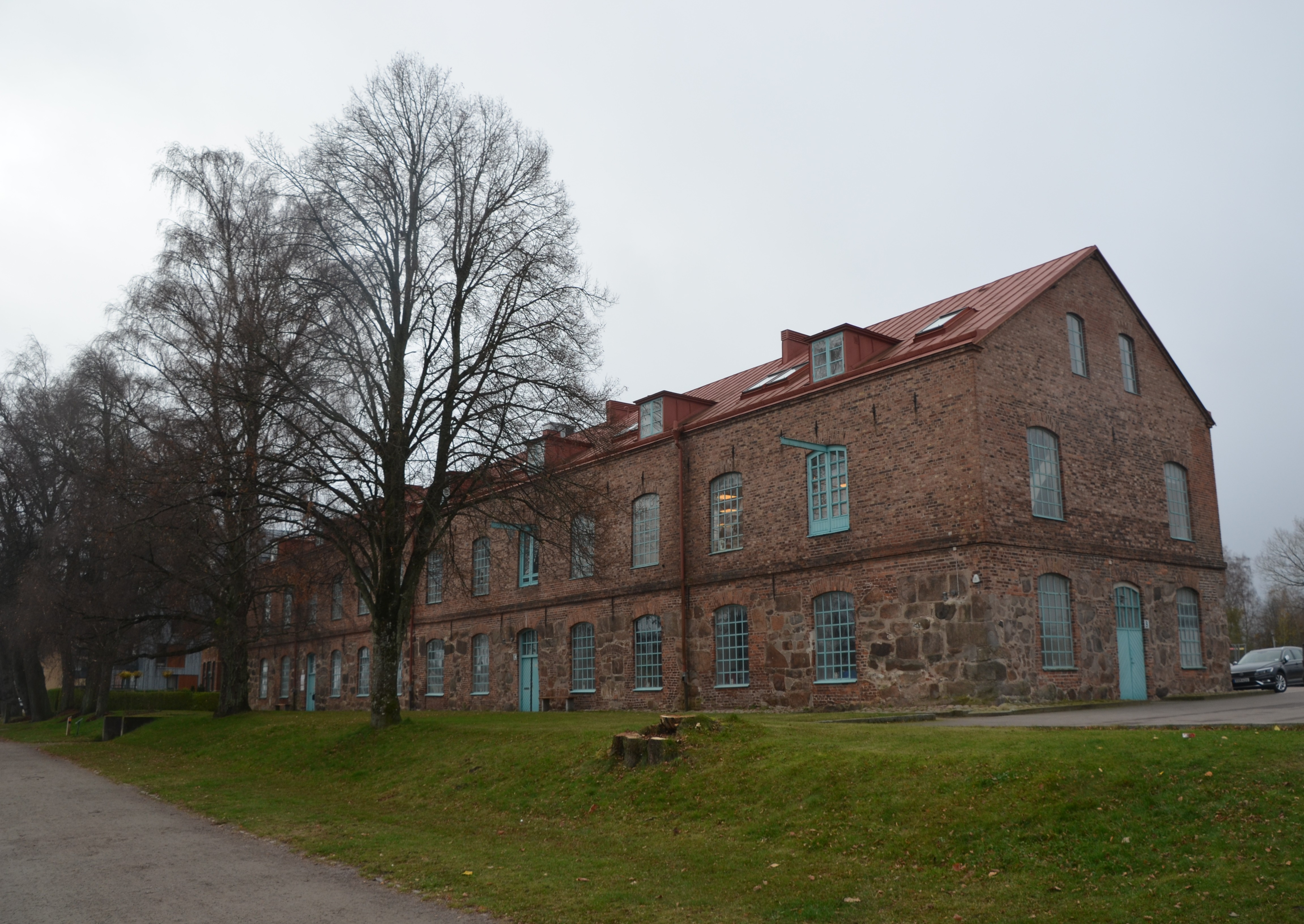
Kronobränneriet
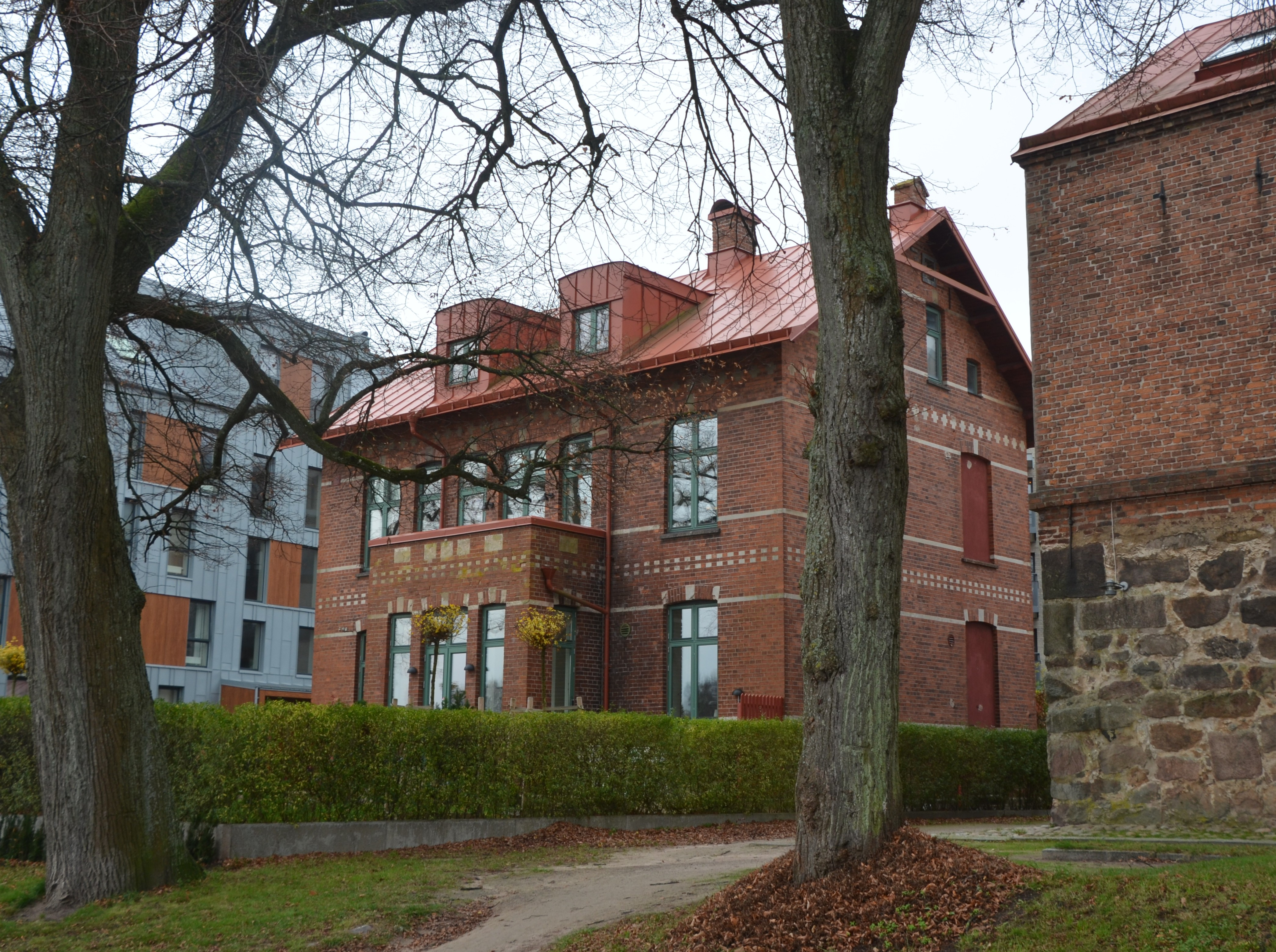
Villa Riverside
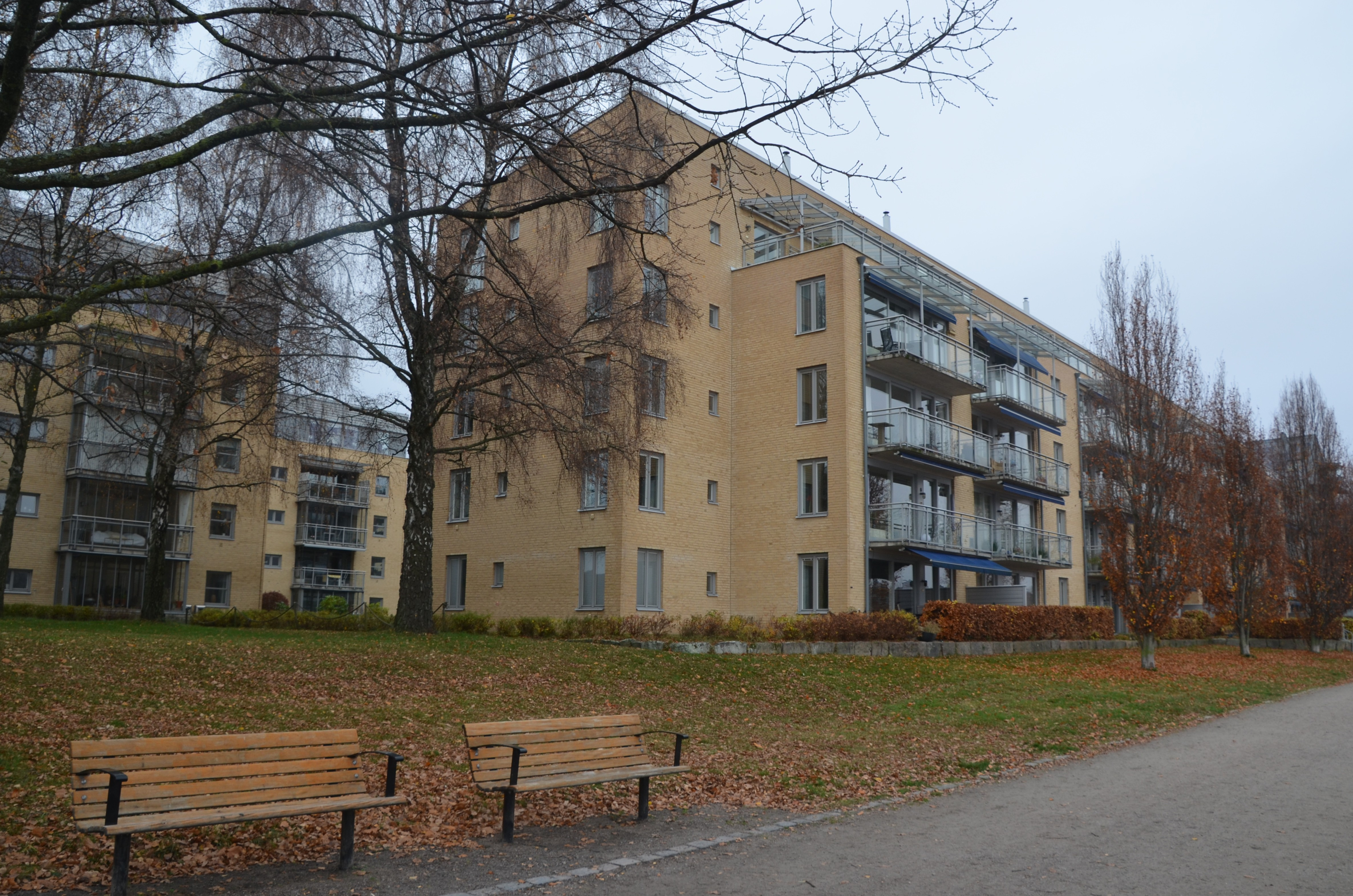
Bostadsrättsföreningen Lanternan, vilken ersatt Wallbergs Fabriks AB
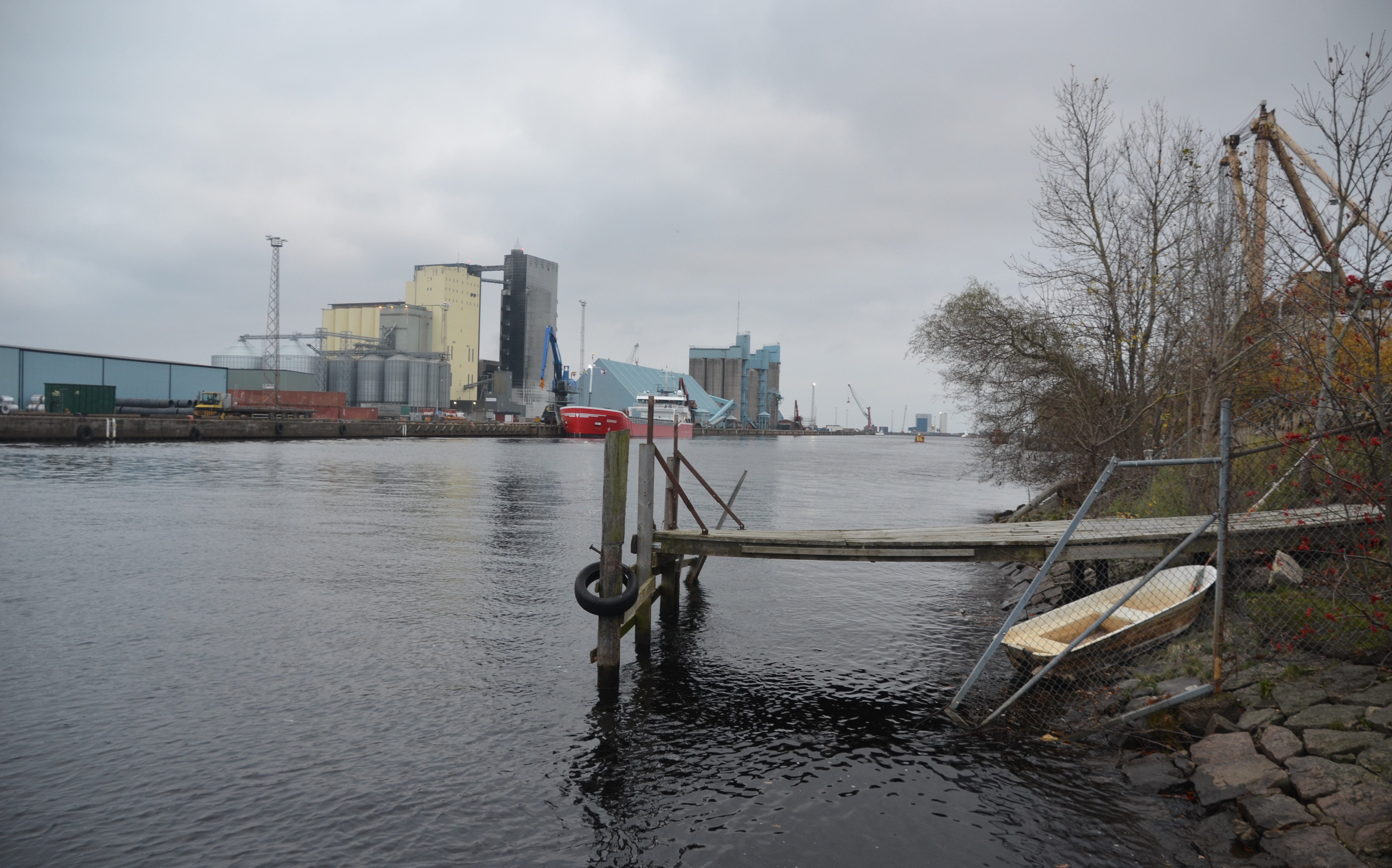
Nissans nuvarande mynning, från söder om Dragvägen